# Войцехувка (Зволенський повіт)
Войцехувка (пол. Wojciechówka) — село в Польщі, у гміні Полічна Зволенського повіту Мазовецького воєводства.
Населення — 105 осіб (2011).
У 1975-1998 роках село належало до Радомського воєводства.

## Демографія
Демографічна структура станом на 31 березня 2011 року:
|          | Загалом | Допрацездатний вік | Працездатний вік | Постпрацездатний вік |
| -------- | ------- | ------------------ | ---------------- | -------------------- |
| Чоловіки | 50      | 7                  | 38               | 5                    |
| Жінки    | 55      | 11                 | 27               | 17                   |
| Разом    | 105     | 18                 | 65               | 22                   |